# Nevenka Arbanas
Nevenka Arbanas née le 8 juin 1950 à Batina (Beli Manastir), est une graveuse croate.

## Biographie
Nevenka Arbans étudie les arts graphiques à l'École d'Art appliqué et de design de Zagreb (hr), dont elle est diplômée en 1970. Elle poursuit ses études à l'Académie des Beaux-Arts de l'Université de Zagreb (hr) , auprès du graveur croate Albert Kinert (en) et en sort diplômée en 1975.
Elle se perfectionne à la taille-douce à Paris, dans l'atelier de Stanley William Hayter et à Prague dans celui de Ladislav Čepelak (cs). Elle réalise de très grandes œuvres qui peuvent couvrir un mur, un sol ou un plafond. Elle utilise l'héliogravure, la lithographie, l'impression à plat et par transfert, le collage et la couleur.
En 2018, une rétrospective présente plus de 300 de ses œuvres.
À partir de 1993, elle enseigne à l'École d'art appliqué et de design de Zagreb.

## Expositions
- Nevenka Arbanas – Retrospektiva, Galerija Klovićevi dvori, Budapest, 2018[1]

## Prix et distinctions
- Prix Vladimir-Nazor pour l'ensemble de sa carrière, 2018[2]